# Mandagatta, Shimoga
Mandagatta là một làng thuộc tehsil Shimoga, huyện Shimoga, bang Karnataka, Ấn Độ.